# Luis Avelino Ceballos
Luis Avelino Ceballos Bustos (Lota, 20 settembre 1964) è un ex calciatore cileno, di ruolo centrocampista.

## Carriera
Ha militato in patria nel Colo-Colo, Universidad Católica e Huachipato.